# Марк (Андрюк)
Єпископ Марк, (в миру Володимир Іванович Андрюк, нар. 9 березня 1988, с. Коритне, Вижницький район, Чернівецька область, Українська РСР, СРСР) — архієрей Української православної церкви (Московського патріархату), єпископ
Народився в сім'ї священника у селі, в якому народився нинішній предстоятель УПЦ (МП) митрополит Онуфрій (Березовський). У 2005 році закінчив Коритненську загальноосвітню школу І-ІІІ ступенів і нагороджений срібною медаллю «За досягнення у навчанні».
З 2005 по 2009 рік навчався в Одеській духовній семінарії, де під час навчання ніс послух уставщика правого семінарського хору. 7 грудня 2008 року митрополитом Одеським і Ізмаїльським Агафангелом пострижений у чтеця.
У 2009–2013 роках навчався на заочному відділені Київської духовної академії. В 2014 році захистив дипломну роботу на тему «Життя чернечих громад на Буковині в першій половині ХХ століття».
З 2009 по 2014 рік був іподияконом митрополита Чернівецького і Буковинського Онуфрія. Ніс різний послух при консисторії Чернівецько-Буковинської єпархії УПЦ (МП).
У 2011 році вступив на заочне відділення Чернівецького національного університету імені Юрія Федьковича на факультет педагогіки, психології та соціальної роботи, по закінченню якого в 2017 році здобув професійну кваліфікацію «спеціаліст соціальної роботи, соціальний педагог».
З 2014 по 2016 рік ніс послух старшого іподиякона митрополита Київського і всієї України Онуфрія.
25 грудня 2015 року прийнятий до числа братії Свято-Успенської Києво-Печерської Лаври.
24 березня 2016 року в храмі на честь преподобного Антонія Печерського у Ближніх печерах Блаженнішим митрополитом Київським Онуфрієм пострижений в мантію (малу схиму) з нареченням імені Марк, на честь преподобного Марка гробокопача Печерського, у Ближніх печерах.
10 квітня 2016 року в Трапезному храмі на честь преподобних Атонія і Феодосія Печерських Києво-Печерської Лаври митрополитом Київським і всієї України Онуфрієм рукоположений у сан ієродиякона.
19 березня 2017 року митрополитом Онуфрієм в Трапезному храмі рукоположений у сан ієромонаха з возложенням наперсного хреста.
11 липня 2017 року призначений на посаду настоятеля Свято-Троїцького Хрестового-домового храму при резиденції Предстоятеля Української Православної Церкви в Свято-Пантелеімонівському жіночому монастирі у Феофанії (м. Київ).
24 березня 2019 року возведений в сан архімандрита.
18 березня 2020 року, рішенням Священного синоду Української православної церкви (Журнал № 17), обраний єпископом Бородянським, вікарієм Київської Митрополії.
20 березня 2020 року в Свято-Троїцькому Хрестовому-домовому храмі при резиденції Предстоятеля УПЦ в Свято-Пантелеімонівському жіночому монастирі у Феофанії м. Києва відбулося наречення, а 22 березня цього ж року відбулась архієрейська хіротонія, яку очолив Блаженнійший Митрополит Київський і всієї України Онуфрій.

### Нагороди
- подвійний орар (28 серпня 2016 року, до свята Успіння Пресвятої Богородиці)
- палиця (4 березня 2018 року, до свята Собору всіх преподобних Києво-Печерських)
- хрест з прикрасами (19 грудня 2018 року)